# N5-(carbossietil)ornitina sintasi
La N5-(carbossietil)ornitina sintasi è un enzima appartenente alla classe delle ossidoreduttasi, che catalizza la seguente reazione:
N5-(L-1-carbossietil)-L-ornitina + NADP+ + H2O ⇄ L-ornitina + piruvato + NADPH + H+
In direzione inversa, la L-lisina può prendere il posto della L-ornitina, ma l'enzima agisce su di essa più lentamente. L'enzima agisce sul gruppo amminico.